# Batalla de Tarento (213 a. C.)
La batalla de Tarento se libró durante la segunda guerra púnica en 213 a. C.-212 a. C., enfrentándose las fuerzas del comandante cartaginés Aníbal Barca y las fuerzas romanas comandadas por Marco Livio. El resultado fue una completa derrota del ejército romano y la posterior captura de la ciudad de Tarento por los cartagineses.

## Antecedentes
Los romanos esperaban una oportunidad para atacar a Capua, la capital de Campania en el sur de Italia, después de que se rebelara contra ellos tras la derrota sufrida ante el general cartaginés Aníbal en Cannas en 216 a. C.. Aníbal había hecho uno de sus cuarteles de invierno en el Monte Tifata, junto a la ciudad, y su proximidad disuadió a los romanos. A mediados de 213 a. C. sin embargo, el general cartaginés trasladó sus operaciones al Salentino, tomando diversas localidades, y dando a los romanos la oportunidad de recuperar Capua. Aníbal esperaba compensar la posible pérdida de Capua con la captura de Tarento ya que esta  era la más rica de las ciudades del sur de Italia.

## Descontento de Tarento con Roma
Aníbal había estado en comunicación con una parte de los ciudadanos tarentinos que estaban descontentos con la dominación romana. Esta databa de 60 años atrás, cuando en 272 a. C. quedó sometida a Roma tras las Guerras Pírricas. Los tarentinos urdían un levantamiento contra los romanos, sin embargo, se vieron frustrados por las precauciones que estos habían tomado. Aparte de establecer un fuerte contingente militar en la zona (al menos desde 215 a. C., cuando una legión alistada por Varrón tras Cannas se trasladó desde Apulia al Salentino), como medio eficaz para la defensa de la ciudad, enviaron rehenes a Roma para asegurar de ese modo la fidelidad y el buen comportamiento del resto de la población. Estos rehenes se fugaron de Roma y fueron posteriormente capturados cuando trataban de alejarse hacia el Sur. Las consecuencias de este acto fueron inmediatas y los rehenes fueron azotados y condenados a ser arrojados desde la roca Tarpeya. Este acto enfureció a la población de Tarento, que renovó sus comunicaciones con Aníbal, con el propósito de liberarse del yugo romano. A finales de 213 a. C., Aníbal se acercó al sur de Apulia, a las proximidades de Tarento, dando con ello una oportunidad a los intentos romanos de reconquista de Capua. Aníbal esperaba un éxito lo suficientemente grande como para arriesgar la pérdida de Capua. Sus ojos durante mucho tiempo estaban fijados en la ciudad portuaria de Tarento, la más rica en el conjunto del sur de Italia.

## Asalto de Aníbal
El ejército cartaginés se acercó a la ciudad, quedando acampado a unos tres días de marcha de la misma. Designó un cuerpo de unos 10 000 hombres, entre los que se contaban unos 2.000 galos, que llevarían a cabo la acción, en combinación con un traidor local, que facilitaría la toma de las puertas de acceso a la ciudad. Marco Livio, el gobernador de la ciudad, era un buen soldado, pero indolente y con hábitos de lujo. En la noche que Aníbal había designado para el ataque, fue a un banquete con amigos y se retiró a descansar, pesado con los alimentos y el vino. En medio de la noche, fue despertado cuando los conspiradores hicieron estallar la alarma sonando algunas trompetas romanas. Aníbal y 10 000 de sus soldados ya estaban dentro de la ciudad. Muchos de los soldados romanos estaban dormidos o borrachos y fueron degollados por los soldados cartagineses que se tropezaban por las calles. Aníbal mantuvo el control de sus tropas en la medida en que no hubiera ningún saqueo general. Para respetar la libertad de los tarentinos, Aníbal les pidió que marcaran las casas en las que vivían. Solo aquellas que no estaban marcadas y por lo tanto pertenecían a los romanos fueron saqueadas. Marco Livio logró sobrevivir, replegando lo que pudo de sus tropas a la ciudadela, desde donde se enfrentó a los cartagineses, y logró resistir con éxito. Sin embargo el resto de la ciudad se perdió. Todas las polis (ciudades griegas) del sur de Italia, con la excepción de Rhegium, se encontraban bajo el control de Aníbal.

## Consecuencias
Las colonias griegas del sur de Italia, entre las que se contaba Tarento, proporcionaron a Aníbal una importante base en la península italiana. A mediados de 212 a. C., recibió este la petición de auxilio de sus aliados campanos, lo que aprovecharon los romanos para iniciar el cerco sobre Capua. Entonces, Aníbal movilizó a su ejército y se presentó en las afueras de dicha ciudad. En la primera batalla de Capua, el asedio de los ejércitos romanos fue temporalmente interrumpido, a lo que siguieron sus inmediatamente posteriores victorias junto al río Silaro (Lucania) y Herdonea (Apulia) antes de acabar la campaña de 212 a. C. En este punto de la historia, Aníbal parecía invencible, teniendo aliados en la Galia Cisalpina, el dominio de buena parte del sur de Italia y de la mayoría del territorio de Hispania, el control del norte de África tras derrotar su hermano Asdrúbal al rey de Numidia Occidental, Sifax, y ciudades en Sicilia, como Siracusa o Agrigento, que también se habían unido al bando púnico. Cartago también contaba con el apoyo del rey Filipo V de Macedonia, que atacó a los aliados romanos en la costa oriental del Adriático, obligando a Roma a enviar una flota y una legión a ese frente. Sin embargo, los éxitos de Aníbal no fueron duraderos. Los romanos antes de acabar 212 a. C., lograron completar el muro de cerco alrededor de Capua, comenzando su sitio y logrando rendir finalmente la plaza poco después de la segunda batalla de Capua ocurrida apenas iniciado el consulado del siguiente año. En 209 a. C., el cónsul Fabio Máximo reconquistó Tarento gracias a la hábil combinación de un ataque simultáneo en Canusio (Apulia) por parte de Marcelo y Caulonia (Brucio) por mercenarios sicilianos que operaban desde Rhegium, que consiguieron desgastar y alejar a Aníbal de la ciudad, y a una traición de parte de la guarnición brucia de la misma (batalla de Tarento) que abrió las puertas de la misma al ejército de Fabio. En los años siguientes, Escipión  Africano saltó a la fama en las campañas militares de Roma, y copiando las tácticas de Aníbal, finalmente obtuvo la victoria sobre Cartago.